# Cínrico de Wessex

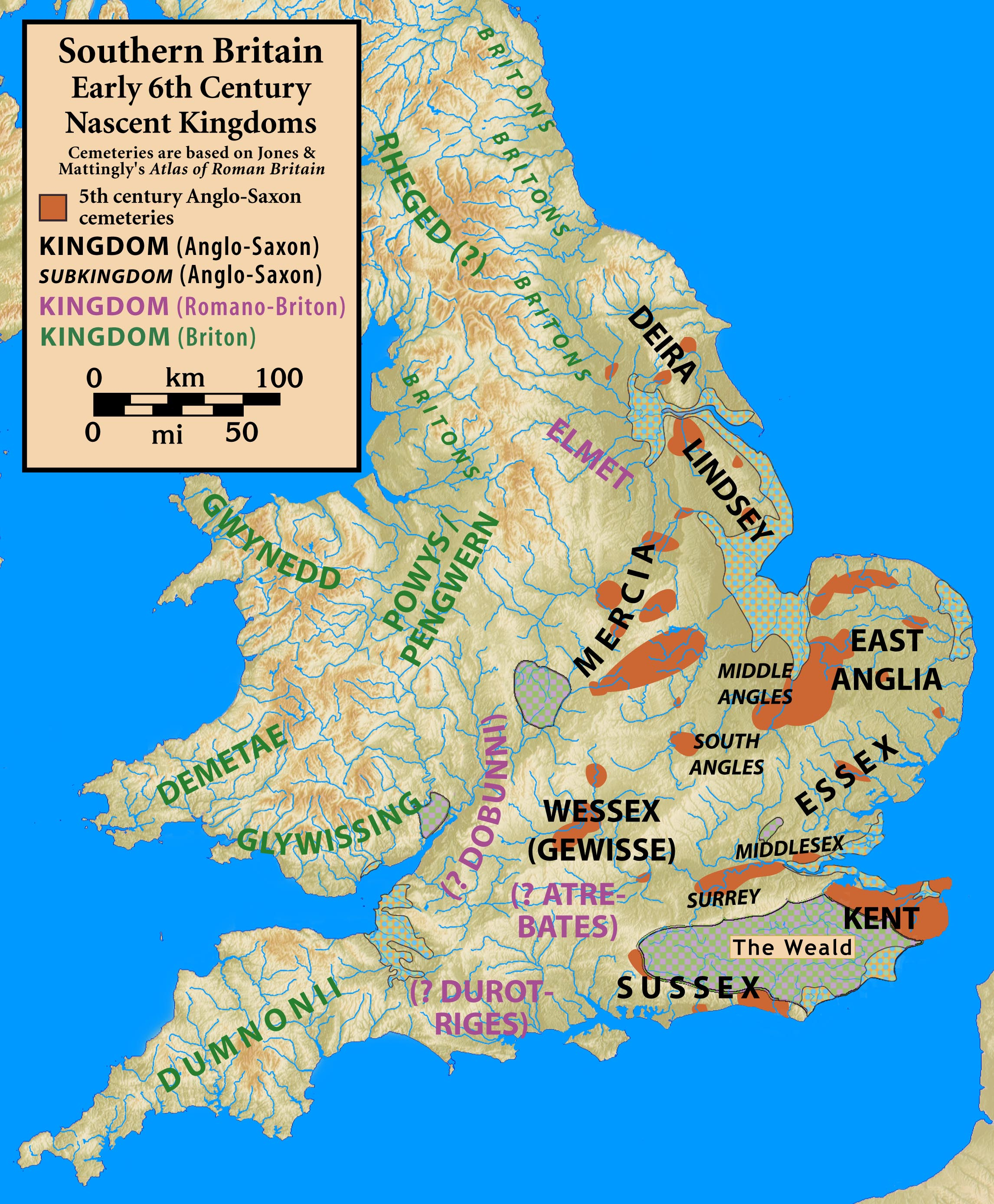
Britânia no início do século VI

Cínrico (em latim: Cynricus ou Cinricus; em inglês antigo: Cynric; m. 560) foi rei da Saxônia Ocidental entre 534 até 560. Era talvez filho de Cerdico, aquele que é creditado como o primeiro chefe dos saxões ocidentais que migraram à Britânia no fim do século V. Participou em expedições militares durante seu reinado e ao morrer legou seu trono a seu filho Ceaulino, que continuou sua obra. Ele fez conquistas relevantes em seu tempo, inclusive derrotando os britanos em combate.

## Contexto
A história do período sub-romano na Britânia é parcamente referida e está sujeita importantes desacordos entre historiadores. Ao que parece, contudo, os raides do século V na Britânia por povos continentais transformaram-se em migrações. Os recém-chegados eram anglos, saxões, jutos e frísios. Capturaram territórios no leste e sul da Britânia, mas perto do fim do século V, uma vitória britânica na Batalha do Monte Badonico parou o avanço anglo-saxão por 50 anos. Perto do ano 550, contudo, os britanos voltaram a perder terreno, e dentro de 25 anos, parece que quase todo o sul da ilha estava sob os invasores.
A paz que se seguiu ao Monte Badonico é atestada parcialmente pelo monge Gildas que escreveu a Sobre a Ruína e Conquista da Britânia (De Excidio et Conquestu Britanniae) durante meados do século VI. Esse ensaio é uma polêmica contra corrupção e Gildas fornece poucos nomes e datas. Ele parece afirmar, contudo, que a paz durou do ano de seu nascimento ao tempo que escrevia. A Crônica Anglo-Saxônica é a outra principal fonte que lida com esse período, em particular numa entrada ao ano 827 que registra uma lista de reis que usaram o título de bretualda (governante da Britânia). Aquela lista mostra uma lacuna no começo do século VI que corresponde à versão dos eventos de Gildas.

### Fontes

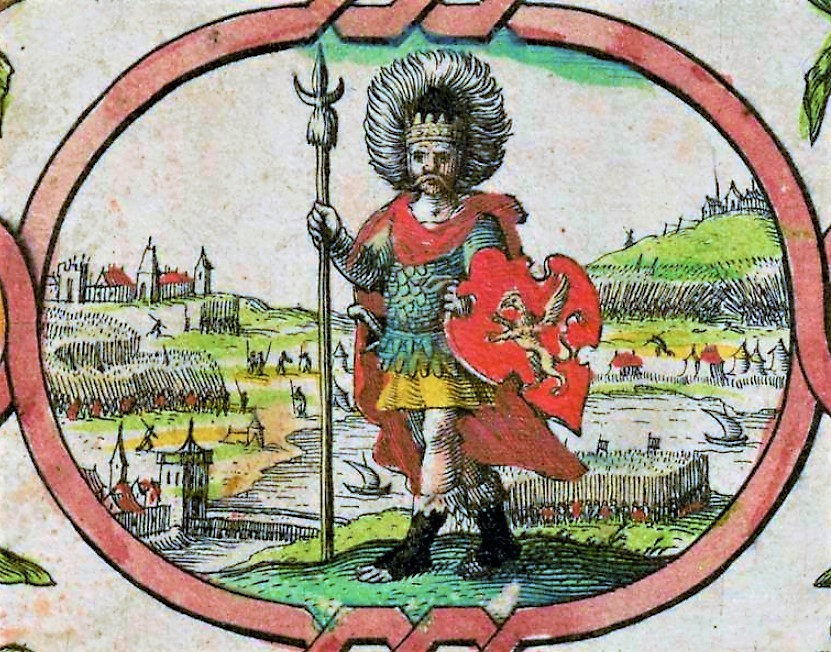
Cerdico em gravura de John Speed (1611)

## Vida

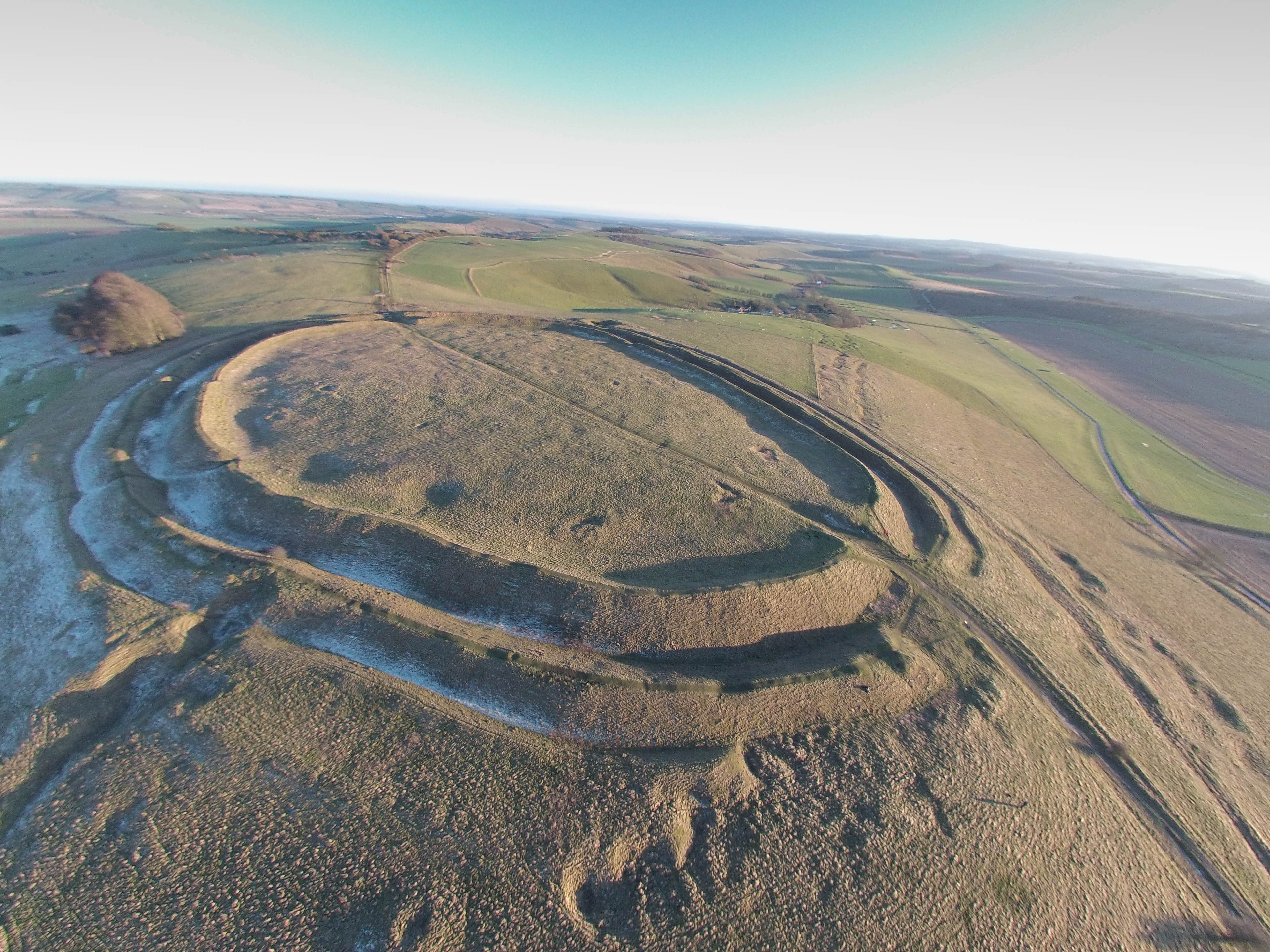
Vista aérea do Castelo de Barbúria, um dos possíveis locais citados na crônica

Cínrico era filho de Cerdico. As fontes concordam que Ceaulino é o filho de Cínrico e geralmente é nomeado como pai de Cutuíno. Há uma discrepância nesse caso: a entrada para 685 na versão [A] da crônica reconhece a Ceaulino um filho, Cuta, mas na entrada de 855 no mesmo manuscrito, Cuta é listado como filho de Cutuíno. Cuta também é nomeado como irmão de Ceaulino nas versões [E] e [F] da crônica, nas entradas 571 e 568 respectivamente.
No seu apogeu, o Reino da Saxônia Ocidental ocupa todo o sudoeste da Inglaterra, mas as primeiras etapas da sua conquista não são evidentes. A chegada de Cerdico, seja qual for a data, parece ter sido na ilha de Wight, e os anais colocam a data da conquista da ilha em 530. Segundo a crônica, Cerdico morre em 534, e Cínrico sucede-lhe; acrescenta que "deram a ilha de Wight aos netos, Estufo e Vitgar". Beda contradiz a informação: segundo este, a ilha de Wight foi colonizada pelos jutos e não pelos saxões - uma versão que os vestígios arqueológicos parecem confirmar.
Em 552, Cínrico tomou Sorvioduno (atual Salisbúria). Em 556, ele e Ceaulino lutaram contra britanos no Forte de Bera (Beran byrg). Esse local é hoje identificada com o Castelo de Barbúria, um forte sobre uma colina da Idade do Ferro em Viltônia, perto de Swindon. Ele poderia ser o rei nessa altura. Ao morrer foi sucedido por Ceaulino.

## Na cultura popular
Em 2004, no filme Rei Artur, Cerdico e Cínrico aparecem como os invasores saxões e são mortos, respectivamente, por Artur e Lancelote na Batalha do Monte Badonico.